# Amurska jesetra
Amurska jesetra (ponekad i japanska jesetra; lat. Acipenser schrenckii), vrsta jesetre u bazenu rijeke Amur u Rusiji. Endem.

## Rasprostranjenost
Rasprosztranjena je u bazenu rijeke Amur, a o njezinoj pojavi u Japanskom moru nema potvrde.

## Opis vrste
Naraste do 300 cm dužine. Najveća izmjerena težina je 190 kg, a može živjeti do 65 godina

## Ugroženost i zaštita
Kritično ugrožena vrsta koja se komercijalno iskorištava

## Vanjske poveznice
|  | Zajednički poslužitelj ima još gradiva o temi Acipenser schrenckii |
|  | Wikivrste imaju podatke o taksonu Acipenser schrenckii             |